# Matungao
Matungao (Filipino: Bayan ng Matungao) ist eine philippinische Stadtgemeinde in der Provinz Lanao del Norte, Verwaltungsregion X, Northern Mindanao. Sie hat 13.975 Einwohner (Zensus 1. August 2015), die in 12 Barangays lebten. Sie wird als Gemeinde der fünften Einkommensklasse auf den Philippinen und als dörflich eingestuft.  
Matungao liegt im Inland der Provinz, ca. 18 km südwestlich von Iligan City entfernt und ist über die Küstenstraße erreichbar. Ihre Nachbargemeinden sind Poona Piagapo im Westen, Linamon im Norden, Baloi im Osten, Pantao Ragat im Süden. 

## Baranggays
- Bubong Radapan
- Bangco
- Batal
- Batangan
- Cadayonan
- Matampay
- Pangi
- Pasayanon
- Poblacion (Matungao)
- Puntod
- Santa Cruz
- Somiorang

## Weblink
- Informationen der Philippine Statistics Authority über Matungao